# Jean Bondu

Wappen von Jean Bondu

Jean Bondu (* 17. Juli 1966 in Les Essarts, Département Vendée) ist ein französischer römisch-katholischer Geistlicher. Aktuell ist er Weihbischof in Rennes.

## Leben
Jean Bondu studierte Philosophie und Katholische Theologie an den Priesterseminaren in Angers und Nantes. Am 30. Juni 1991 empfing er das Sakrament der Diakonweihe durch François Charles Garnier. Dieser spendete ihm am 14. Juni 1992 die Priesterweihe für das Bistum Luçon durch.
Bondu war von 1992 bis 1999 als Pfarrvikar in Les Sables-d’Olonne tätig. Von 1999 bis 2000 absolvierte er in Paris weiterführende Studien im Fach Katechetik. Nach der Rückkehr in seine Heimatdiözese wirkte Jean Bondu zunächst als Verantwortlicher für die Katechese. Anschließend fungierte er als Bischofsvikar für die Katechese und die Jugendpastoral (2005–2009) sowie für die zentrale Pastoralregion des Bistums Luçon (2009–2011). 2011 wurde er Generalvikar des Bistums Luçon. Von 2017 bis 2018 leitete Bondu das Bistum Luçon während der Zeit der Sedisvakanz als Diözesanadministrator. Danach war er erneut Generalvikar, bevor er 2019 Pfarrer und Dechant in Challans wurde.
Am 30. November 2022 ernannte ihn Papst Franziskus zum Titularbischof von Vaison und zum Weihbischof in Rennes. Die Bischofsweihe in der Kathedrale von Rennes spendete Pierre Paul Oscar d’Ornellas, Erzbischof von Rennes, am 22. Januar 2023. Mitkonsekratoren waren François Joseph Marie Jacolin, Bischof von Luçon, und Alain Jean Louis Guellec, Bischof von Montauban. Sein Wahlspruch Vous êtes au Christ, le Christ, est à Dieu („Ihr gehört Christus und Christus gehört Gott“) stammt aus 1 Kor 3,23 .